# Katarzyna Boruń-Jagodzińska
Katarzyna Boruń-Jagodzińska (ur. 12 marca 1956 w Warszawie) – polska poetka, publicystka, tłumaczka.
Jest członkinią Stowarzyszenia Pisarzy Polskich, PEN-Clubu, w latach 2000 – 2015 była członkinią Zarządu Fundacji Domu Literatury i Domów Pracy Twórczej. Członkini Stowarzyszenia Wolnego Słowa. Autorka przekładów z języka czeskiego i słowackiego. Jako publicystka zajmuje się głównie historią opozycji (1968-1989) i kultury niezależnej w Polsce i Czechosłowacji. Organizatorka wystaw sztuki i działań artystycznych. Z ojcem, Krzysztofem Boruniem, współautorka książki popularnonaukowej Ossowiecki – zagadki jasnowidzenia (Epoka, Warszawa 1990). Obszerne fragmenty tej pracy włączono do książki A World in a Grain of Sand, The Clairvoyance of Stefan Ossowiecki autorów angielskich i amerykańskich. W 2016 odznaczona Brązowym Medalem „Zasłużony Kulturze Gloria Artis”, a w 2023 Medalem Stulecia Odzyskanej Niepodległości.

## Twórczość poetycka – wydane tomiki
- Wyciszenia, arkusz poetycki z serii Premiery, Staromiejski Dom Kultury, Warszawa 1977
- Mały Happening, MAW, Warszawa 1979
- Życie codzienne w Państwie Środka, MAW, Warszawa 1983
- Muzeum automatów, Pomorze, Bydgoszcz 1986
- Więcej, seria Poezja szybkiej obsługi, Staromiejski Dom Kultury, Warszawa 1991
- Pocket Apocalypse, tłumaczenia poetyckie na ang. Gerry Murphy (Karolina Barski), wyd. Southword, Irlandia, Cork 2005
- Zeszyt do polskiego – arkusz poetycki pismem Braille’a, Laski 2005
- Pożar w operze czyli koniec próby generalnej, Wydawnictwo Miniatura, Kraków 2015 (współautorka z Krzysztofem Piechowiczem)
- Krócej (poezja wizualna w opracowaniu plastycznym Doroty Brodowskiej), Wydawnictwo Miniatura, Kraków 2015
- Przekłady wierszy z języka czeskiego w zbiorze "Praskie przechadzki" autor – Viktor Fischl (Avigdor Dagan), Wydawnictwo Miniatura, Kraków 2017